# Ian Somerhalder
Ian Joseph Somerhalder (Covington (Louisiana), 8 december 1978) is een Amerikaans acteur en model

## Levensloop
Ian Somerhalder werd op zijn tiende model. Hij is model geweest voor Calvin Klein, American Eagle Outfitters, Dolce & Gabbana, Gucci, Versace en Guess.
Sinds 1998 is hij acteur, vooral bekend van het eerste seizoen van de televisieserie Lost, waarin hij het personage Boone Carlyle vertolkte. Verder was hij te zien in CSI: Miami, Law & Order: Special Victims Unit, CSI: Crime Scene Investigation en Now and Again. In 2006 speelde hij in de Pulse, een remake van de Japanse horrorfilm Kairo. Deze film was noch qua ontvangst noch commercieel erg succesvol. Somerhalder speelde het eerste seizoen in Lost, maar keerde nog enkele malen terug, bijvoorbeeld in flashbacks in seizoen twee en in de dromen van John Locke in seizoen drie. Somerhalder vertolkte tussen 2009 en 2017 de rol van Damon Salvatore in The Vampire Diaries.
Hij is getrouwd met actrice Nikki Reed en heeft samen met haar een dochter en een zoon.

## Ian Somerhalder Foundation
Somerhalder richtte de Ian Somerhalder Foundation (ISF) op, waarmee hij zich inzet voor de natuur, schone brandstof, het terugdringen van plastic, scheiden van afval en het welzijn van dieren.

## Filmografie

### Film / series
- 2001 - Life as a House, Josh
- 2002 - Changing Hearts, Jason Kelly
- 2002 - The Rules of Attraction, Paul Denton
- 2004 - In Enemy Hands, Danny Miller
- 2004 - The Old Man and the Studio, Matt
- 2004 - Recess, Cooley
- 2006 - Pulse, Dexter
- 2006 - The Sensation of Sight, Drifter
- 2008 - The Lost Samaritan, William Archer
- 2008 - Lost City Raiders, Jack Kubiak

- 2009 - Wake, Tyler
- 2009 - The Tournament, Miles Slade
- 2009  The Vampire Diaries (8 seizoenen) 2010 - How to Make Love to a Woman, Damon
- 2011 - Cradlewood, Josh
- 2014 - The Anomaly,Harkin Langham

### Televisie
- 1997 - The Big Easy, IQ (1 aflevering "The Black Bag")
- 1999 - Now and Again, Brian (1 aflevering "A Girl's Life")
- 2000 - Young Americans, Hamilton Fleming (8 afleveringen)
- 2001 - Anatomy of a Hate Crime, Russell Henderson
- 2002 - CSI: Crime Scene Investigation, Tony del Nagro (1 aflevering "Revenge Is Best Served Cold")
- 2003 - Law & Order: Special Victims Unit, Charlie Baker (1 aflevering "Dominance")
- 2003 - CSI: Miami, Ricky Murdoch (1 aflevering "The Best Defense")
- 2004 - Fearless, Jordan Gracie (1 aflevering  "Pilot")
- 2004 - Smallville, Adam Knight (6 afleveringen)
- 2007 - Marco Polo, Marco Polo
- 2007 - Tell Me You Love Me, Nick (6 afleveringen)
- 2009 - Fireball, Lee Cooper
- 2004-2010 - Lost, Boone Carlyle (29 afleveringen)
- 2009-2017 - The Vampire Diaries (Damon Salvatore, 171 afleveringen)
- 2020- Vwars Luther Swann (10 afleveringen)